# Néa Fókea
Néa Fókea, en grec moderne : Νέα Φώκαια, est un village du dème de Kassándra, Macédoine-Centrale en Grèce.
Selon le recensement de 2011, la population du village s'élève à 1 944 habitants.